# Chunga incerta
Chunga incerta es una especie extinta de ave cariámida que habitó en el Plioceno del centro-este del Cono Sur de Sudamérica. Pertenece al género Chunga, el cual está integrado por otra especie de tamaño menor y aún viviente (Chunga burmeisteri), la que es denominada comúnmente chuña de patas negras.

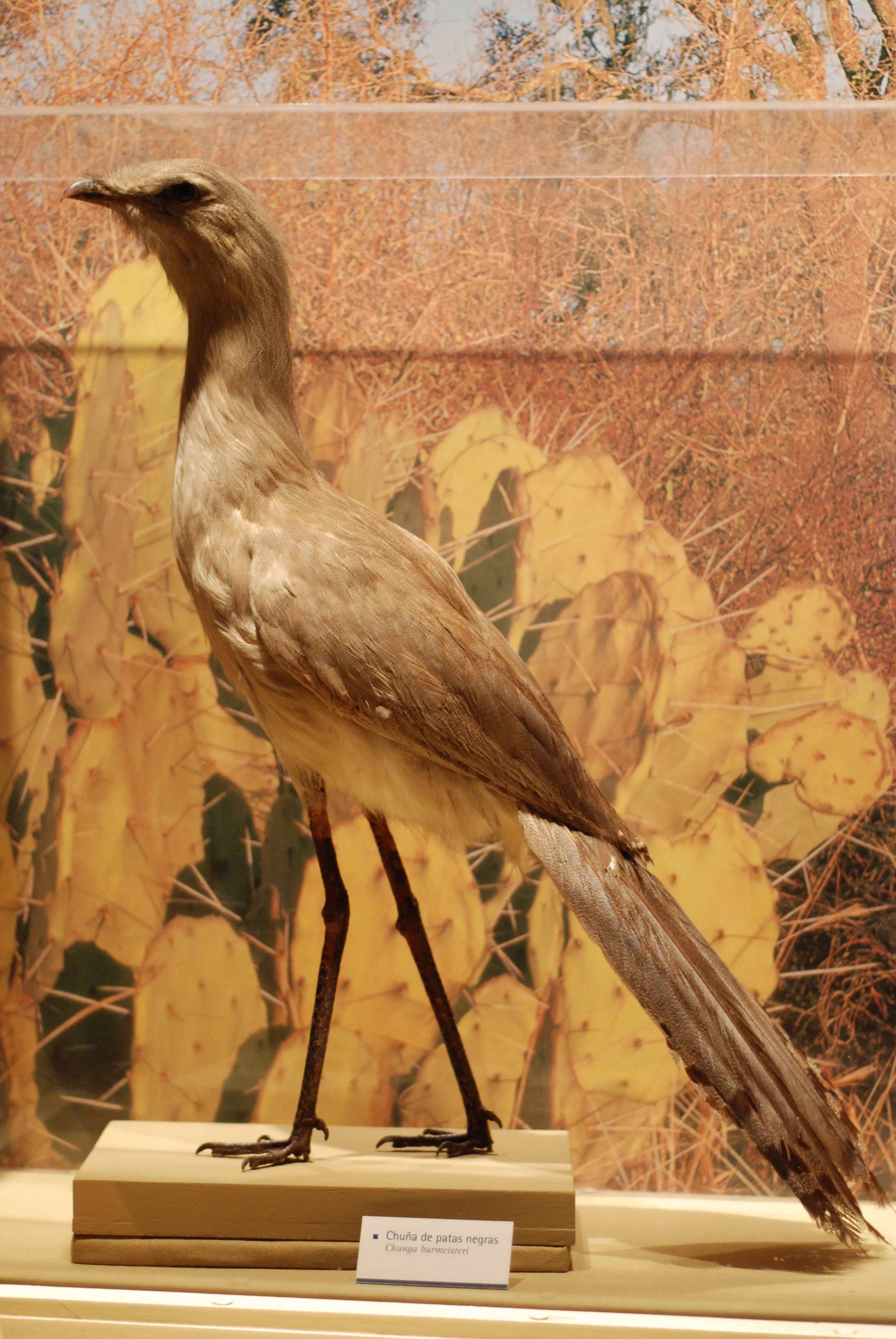
Ejemplar taxidermizado de una chuña de patas negras (Chunga burmeisteri) la otra especie -aún viviente- del género, con la cual Chunga incerta presentaba más parecido.

## Taxonomía
Descripción original
Esta especie fue descrita originalmente en el año 1974 por el paleontólogo, paleoclimatólogo y profesor argentino Eduardo Pedro Tonni, sobre la base de la exhumación de restos fósiles.
Holotipo
El holotipo designado es el catalogado como: MLP 71-VII-5-1, se trata del extremo distal de un tibiotarso. También fueron colectados el MLP 71-VII-5-2 y el MLP 71-VII-5-4. Son restos fragmentarios de tibiotarsos y tarsometatarsos. Todos fueron depositados en la colección del museo de ciencias naturales de La Plata, el cual pertenece a la Facultad de Ciencias Naturales y Museo de la Universidad Nacional de La Plata (UNLP).
Localidad tipo
La localidad tipo referida es: “Monte Hermoso (en el partido homónimo), Buenos Aires, Argentina”.
Edad atribuida
La edad postulada para el estrato portador es Plioceno tardío (SALMA Montehermosense-Chapadmalalense) con una antigüedad aproximada de 3 Ma.

## Distribución y características
La localidad donde fue exhumada se sitúa en el centro-este argentino.
La especie viviente del género Chunga (Chunga burmeisteri) habita en bosques y arbustales xerófilos y semixerófilos en regiones templadas y cálidas  de la Argentina, Bolivia y el Paraguay. Su distribución comprende desde el oeste del Paraguay y el sudeste de Bolivia, a través de toda el área chaqueña argentina (siempre al oeste del eje fluvial formado por los ríos Paraguay - Paraná), hasta el noreste de Mendoza y los bosques de caldén del norte de La Pampa.
La presencia de  Chunga incerta en una zona donde el género actualmente no habita indica que en el pasado este había tenido una distribución austral más meridional y oriental, acompañando probablemente a diferentes condiciones ecológicas de esa zona, con la existencia de una vegetación similar a la que hoy poseen las formaciones del espinal o chaqueña, con temperaturas más cálidas de las que actualmente posee el área.
La masa que habría tenido Chunga incerta fue estimada en 1,95 kg, es decir, similar a la que presenta la actual chuña de patas rojas (Cariama cristata).